# Jerzy Kolendo
Jerzy Władysław Kolendo né le 9 juin 1933 à Brześć nad Bugiem, Biélorussie actuelle, et mort le 28 février 2014 à Varsovie) est un archéologue et historien polonais de l'Empire romain,,. Son œuvre influencée par la deuxième génération de l'École des Annales laisse une contribution significative sur les questions des pratiques agraires et l'esclavage romains et surtout sur les relations économiques et sociales entre le Barbaricum et Rome antique.

## Parcours

### Jeunesse
Fils de deux parents voués à l'éducation, en 1936 sa famille déménage à Białystok. Son père est fonctionnaire dans l'éducation de la région et sa mère enseignante dans un lycée. Orphelin de son père dès un jeune âge, il se scolarise dans la même ville où il réussit son baccalauréat. Son désir est de devenir archéologue mais dans l'atmosphère communiste de l'époque et son manque apparent de talent en dessin, la seule possibilité est de faire une licence en histoire. Il entre à l'Université de Varsovie où il profite des cours de professeurs illustres d'avant guerre tels que Aleksander Gieysztor, Tadeusz Manteuffel (pl) et Marian Małowist (pl). En 1955 il y obtient sa licence, sa maitrise est consacrée à une étude de la Gaule au 1er siècle c.e.

### Carrière universitaire
Entre 1955 et 1971 il est engagé comme chercheur de l'Institut d'Histoire à l'Académie polonaise des sciences. En 1960 il fait son doctorat avec sa thèse, "Le colonat de l'Afrique romaine aux 1er et 2e siècles"  (Kolonat w Afryce rzymskiej w I–II wieku) sous la tutelle de professeur Iza Bieżuńska-Małowist (pl). Il fait son Agrégation de lettres classiques en 1968 à l'Institut d'Histoire Tadeusz Manteuffel de la Polska Akademia Nauk, (PAN). En 1979 il est nommé professeur. 
Ses recherches se penchent sur l'archéologie antique de la Mer Méditerranée et sur les questions épigraphiques
,. Il s'intéresse surtout aux faits économiques et sociaux de Rome antique et l'histoire de ses contacts avec le Barbaricum, et le territoire qui devient ultérieurement la Pologne. Entre 1955 et 1981 il est associé avec PAN. Par la suite il se consacre à l'archéologie à l'Institut Archéologique de l'Université de Varsovie.

### Années de retraite
En 2003 il passe à la retraite mais reste à l'Institut Archéologique en tant que Professeur émérite dans le Centre de Recherches sur l'Europe antique du sud-est. Il donne des cours et des colloques à l'étranger, notamment à Paris, Lyon et à Padoue. Il reste membre de divers instituts polonais, tels que Towarzystwo Naukowe Warszawskie, correspondant de Polska Akademia Umiejętności et membre honoraire du Komitet Nauk o Kulturze Antycznej Polska Akademia Nauk. Il contribue en français et en Italien, aux revues scientifiques, dont "Archeologia”, "Meander”, Dialogues d'histoire ancienne et Palamedes. A Journal of Ancient History.

## Œuvre
Dans l'Après-guerre, grâce aux échanges académiques, Fernand Braudel de l'École des Annales a pu influencer un nombre d'historiens polonais, dont Gieysztor, Witold Kula et les deux jeunes amis, Bronisław Geremek et Kolendo, qui reçoivent des bourses de voyage pour franchir le Rideau de fer et leur permettre de faire connaissance directe avec la méthodologie française qui restera implantée. Les travaux de Kolendo contribuent aux champs de la romanisation, la Gaule romaine, l'armée romaine, Néron et l'activité de Tacite et les relations étrangères de l'empire antique. Son travail sur le colonat nous indique combien l'Afrique du Nord a été le grenier à blé des Romains ,. C'est la formation communiste du jeune Kolendo, pendant son séjour dans des fermes d'Exploitation agricole d'État, qui attire son attention détaillée aux avancements techniques de l'agriculture en Italie romaine et qui résulte en une monographie publiée en italien. Ceci mène l'éminent historien Louis Robert à commenter que les seuls chercheurs qui comprennent pourquoi les latifundia romains en Italie antique furent si peu rentables, sont Kouzitchine de Moscou et Kolendo de Varsovie. Il est l'auteur de plus de six-cents articles et monographies. Il a supervisé les maitrises et les doctorats de plus d'une quarantaine d'étudiants, dont le spécialiste espagnol en Afrique du nord, Fernando López Pardo (es), qui ont reconnu "ses connaissances quasiment encyclopédiques".

## Distinctions
- Visiting Professor Université de Padoue  1983 et 1986
- Professeur Associé Université Strasbourg-II 1988
- Professeur Associé Paris I - Panthéon-Sorbonne 1993-1994
- Prix du Conseil des Ministres, Pologne 2004

En 2011 le président polonais, Bronisław Komorowski, lui décerne l'Ordre Polonia Restituta "en reconnaissance de ses recherches remarquables ainsi que son travail pédagogique et social",.
En 2019 une trentaine parmi les anciens collègues de Jerzy Kolendo ont contribué à un recueil d'articles sur l'archéologie, l'épigraphie et l'histoire ancienne, en sa mémoire sous la direction de Krzysztof Jakubiak.

## Publications choisies
- Kolonat w Afryce rzymskiej w I–II wieku i jego geneza, Warszawa: Państwowe Wydawnictwo Naukowe 1962 (thèse de doctorat).
- Postęp techniczny a problem siły roboczej w rolnictwie starożytnej Italii, Wrocław: Zakład Narodowy im. Ossolińskich Wydawnictwo PAN 1968.
- Le traité d'agronomie des Saserna, trad. par Janina Kasińska, Wrocław: Zakład Narodowy im. Ossolińskich 1973.
- Centres et péripheries de la civilisation antique en Afrique du Nord, phénomène urbain (avec Tadeusz Kotula), San Francisco 1975.
- Le colonat en Afrique sous le Haut-Empire, Paris: Les Belles Lettres 1976.
- Inscriptions grecques et latines de Novae, Mésie inférieure. Bordeaux: Ausonius. 1977.
- Actes du colloque sur l'esclavage, Nieborów 2–6 XII 1975, réd. par Iza Bieżuńska-Małowist et Jerzy Kolendo, Varsovie: Éditions UW 1979.
- Deux amphithéâtres dans une seule ville. Le cas d’Aquincum et de Carnuntum. dans: Archeologia. Rocznik Instytutu archeologii i etnologii Polskiej akademii nauk. vol. 30, 1979, pp. 39–55.
- À la recherche de l'ambre baltique l'expédition d'un chevalier romain sous Néron, Varsovie: Éditions Uniwersytet Warszawski 1981.
- Trigarium, lieu d’entraînement des auriges et des chevaux à Rome et à Thevestes. dans: Archeologia. Rocznik Instytutu archeologii i etnologii Polskiej Akademii Nauk, vol. 35, 1984, pp. 27–32.
- Roman acquaintance with the south-east Baltic coast. The Karbones of Ptolemy. dans: Reallexikon der Germanischen Altertumskunde Barbaricum 2 (1992) pp. 186–90.
- Dzieje archeologii na Uniwersytecie Warszawskim, praca zbiorowa pod red. nauk. Stefana Karola Kozłowskiego i Jerzego Kolendo, Varsovie: Éditions Uniwersytet Warszawski 1993.
- Les recherches sur l'antiquité : menées par des Polonais en France au XIXe s., trad. Katarzyna Bartkiewicz, Warszawa: Upowszechnianie Nauki – Oświata „UN-O” 1997.
- Świat antyczny i barbarzyńcy: teksty, zabytki, refleksja nad przeszłością, t 1–2, Warszawa: IA UW 1998.
- Kolekcje numizmatyczne rodziny Lelewelów. dans: Wiadomości Numizmatyczne. vol. 45, No. 1, 2001,  (ISSN 0043-5155), S. 45–60, (La collection numismatique de la Famille Lelewel).
- Teksty i pomniki: zarys epigrafiki łacińskiej okresu Cesarstwa Rzymskiego (avec Jerzy Żelazowski), Warszawa: OBA Novae 2003.
- Antyczne korzenie koncepcji autochtonizmu i migracjonizmu, Poznań: Wydawnictwo Contact 2007.
- Antiquarian studies in Poland from the sixteenth to the twentieth century, Warszawa: Instytut Badań Interdyscyplinarnych „Artes Liberales” UW, Kraków: Wydział Filologiczny Polskiej Akademii Umiejętności 2011.

### Ouvrages collectifs
- Jerzy Kolendo, John Scheid, Paul Veyne, Claude Nicolet, Jean-Michel Carrié, Aldo Schiavone, Yvon Thébert, Jean-Paul Morel, Andrea Giardina (dir.), L'Homme romain, Paris, Éditions du Seuil, coll. « L'univers historique », 1992, 477 p. (ISBN 978-2-02-012336-5).
- Arcadiana: Arcadia in Poland: an 18th century antique garden and its famous sculptures, by Anna Jaskulska-Tschierse, Jerzy Kolendo, Tomasz Mikocki, ed. Tomasz Mikocki, Warsaw: Institute of Archeology Warsaw University 1998.
- Nowe znaleziska importów rzymskich z ziem Polski. 1 , pod red. Jerzego Kolendo, przy współpr. Jacka Andrzejowskiego, Aleksandra Bursche i Wojciecha Nowakowskiego, Warszawa: IA UW 1998.
- Nowe znaleziska importów rzymskich z ziem Polski. 2 , pod red. Jerzego Kolendo i Aleksandra Bursche, przy współpr. Borysa Paszkiewicza, Warszawa: IA UW 2001.
- A companion to the study of Novae: history of research, Novae in ancient sources, historical studies, geography, topography, and cartography, bibliography 1726–2008, ed. by Tomasz Derda, Piotr Dyczek, and Jerzy Kolendo with contributions by Renata Ciołek, Warszawa: Center for Research on the Antiquity of Southeastern Europe. University of Warsaw 2008.